# Бернерівський кодекс

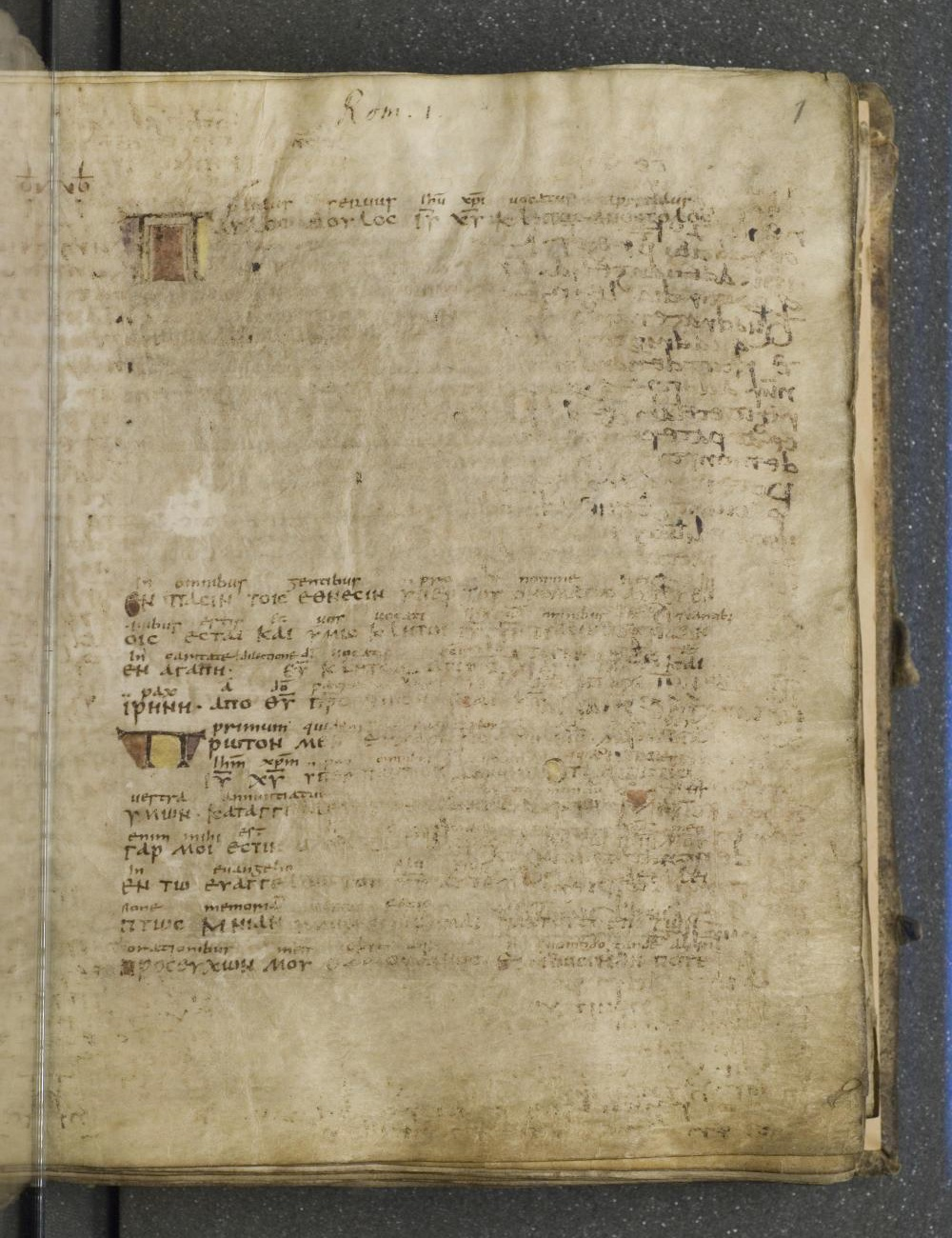
Бернерівський кодекс

Бернерівський кодекс (лат. Codex Boernerianus, умовне позначення Gp або 012) — один з рукописів Нового Заповіту грецькою та латинською мовами, що датується IX століттям.
Клермонтський кодекс написаний на пергаменті. Кодекс містить Послання апостола Павла. Збереглося 99 аркушів кодексу, розмір аркуша — 25 на 18 см. Текст на аркуші розташований в одну колонку. Ліву сторінку кожного розвороту займає грецький текст; праву — латинський переклад.